# منير محجوبي
منير محجوبي (بالفرنسية: Mounir Mahjoubit)، من مواليد 1 مارس 1984 في باريس، هو سياسي فرنسي ذو أصل يعود إلى المغرب.
في 10 شباط / فبراير 2016، عيّنه رئيس الجمهورية الفرنسية فرانسوا هولاند، رئيس المجلس الوطني للرقمية، حتى استقالته في يناير/ كانون الثاني من عام 2017. وهو أيضا رئيس الشركة «مكتب فرنسي» (بالفرنسية: "French Bureau"). وانضم إلى حركة إلى الأمام في كانون الثاني 2017 واهتم بالرقمية في فريق حملة إيمانويل ماكرون.
يوم 17 أيار / مايو عام 2017، تم تعيينه وزير دولة للرقمية في حكومة إدوار فيليب.

## حياته
منير محجوبي ولد في عائلة من الطبقة العاملة من المغرب. ووالديه من أفورار، في منطقة بني ملال هاجرا في الـ سنوات ال 70 وكان والده دهان يعمل في طلاء المنازل ووالدته عاملة نظافة بيتية.
في عام 2006 شارك في تأسيس حركة "Ségosphère".

## الدراسة
في عام 2000، وفي سن الـ 16، بدأ كطالب العمل بدوام جزئي في نادي الإنترنت، حيث أصبح فني الشبكة في مركز الاتصال. أصبح مندوب في نقابة CFDT في سن 18، وانضم إلى الحزب الاشتراكي.
في عام 2009، وحصل على درجة الماجستير في العلوم المالية والاستراتيجية في معهد العلوم السياسية في باريس.

## توجهه السياسي
في عام 2012، أعلن أنه يؤيد فرانسوا هولاند في حملته الانتخابية، من خلال الاتصالات الرقمية لها.
في يناير 2017، غادر CNNum للانضمام إلى الحملة الانتخابية الرئاسية مع إيمانويل ماكرون مستشاراً «الاستراتيجية الرقمية».

## بعد الانتخابات الرئاسية الفرنسية 2017
بعد الانتخابات الرئاسية الفرنسية 2017 في 17 أيار / مايو 2017 عُين وزير دولة للرقمية في حكومة إدوار فيليب، في عهد الرئيس إيمانويل ماكرون.